# Fluorométhane
Le fluorométhane, connu aussi sous le nom de fluorure de méthyle, de Fréon 41, ou de HFC-41, est un hydrofluorocarbure gazeux, liquéfiable, et extrêmement inflammable aux conditions normales de température et de pression.

## Propriétés physico-chimiques
Le fluorométhane, en raison de la forte électronégativité du fluor, est une molécule fortement polaire, ce qui le rend assez soluble dans l'eau (22,7 g·L-1 à 20 °C).
L'énergie de liaison C-F est de 552 kJ·mol-1 et sa longueur de 0,139 nm (typiquement 0,14 nm).
Le potentiel de réchauffement global de fluorométhane est de 150.

## Utilisation
Il est utilisé dans la fabrication de semiconducteurs et de composés électroniques. Il est notamment utilisé comme source d'ions fluor dans la gravure ionique réactive  (RIE) du silicium. Il a aussi été utilisé comme fluide frigorigène.

## Sécurité
Le fluorométhane forme avec l'air un mélange explosif. À moins d'une forte proportion dans l'air, son odeur n'est pas perceptible. Ses éventuels effets toxiques ne sont pas connus. Sa combustion entraîne la formation du très toxique fluorure d'hydrogène. Comme d'autres composés du fluor, on le soupçonne d'avoir des effets narcotiques.